# Pettson och Findus – Roligheter
Pettson och Findus – Roligheter (tyska: Pettersson und Findus - Kleiner Quälgeist, große Freundschaft) är en tysk halvanimerad film från 2014 som bygger på böckerna om Pettson och Findus. Filmen bygger på barnböckerna När Findus var liten och försvann och Pannkakstårtan, Rävjakten och Tuppens minut av Sven Nordqvist.
Filmen hade premiär i Tyskland 13 mars 2014 och i Sverige 1 augusti 2014.

## Handling
Gamle Pettson lever ett lugnt liv på en idyllisk liten lantgård. Ändå känner han sig lite ensam. En dag ger grannen Beda Andersson honom en liten kattunge i present. Den lille kissen tar snart över ensamvargens hjärta. Pettsson döper sin nya rumskamrat till Findus och tar kärleksfullt hand om honom.
En dag händer något otroligt: Findus börjar prata med Pettson! Nu har Pettson äntligen fått den samtalspartner han alltid velat ha. Men deras vänskap sätts på prov när Bede räddar en tupp från kokkärlet och ber Pettson ta in honom. Findus reagerar svartsjukt inför denna husgäst.

## Rollista
| Roll       | Skådespelare         | Svensk röst    |
| ---------- | -------------------- | -------------- |
| Pettson    | Ulrich Noethen       | Claes Månsson  |
| Findus     | Roxana Samadi (röst) | Ima Nilsson    |
| Gustavsson | Max Herbrechter      | Allan Svensson |
| Beda       | Marianne Sägebrecht  | Ewa Roos       |
| Berättare  |                      | Claes Månsson  |
| Hanna      |                      | Annika Herlitz |
| Hilda      |                      | Vicki Benckert |

- Övriga röster – Vicki Benckert, Annika Herlitz, Annika Rynger, Anders Öjebo, Anna Sahlin
- Översättning – Carina Sagefors
- Tekniker / regissör – Hasse Jonsson
- Projektledare – Oskar Svensson
- Casting och Producent – Lasse Svensson
- Svensk version producerad av – Eurotroll AB[7][8]

## Produktion
Filmen producerades av Tradewind Pictures i samproduktion med Senator Film, Network Movie och ZDF och distribuerades i Tyskland av Senator Film Verleih och i resten av världen av ZDF Enterprises. Nordqvist bistod även filmteamet med manusbearbetning och skapandet av Findus 3D-modell.
Filmen hade en med tyska ögon mätt en stor budget på 8,4 miljoner euro och är därmed en av den dyraste tyska familjefilmen som producerats och finansierades huvudsakligen av olika statliga tyska filmstiftelser.
15 oktober 2012 startade inspelningarna som ägde rum i studio i Köln och i Erfurt och avslutades 12 december samma år.
Katten Findus skapades av den prisbelönta tyska VFX-studion Pixomondo. 150 specialister arbetade i 16 månader för att animera Findus.